# Qesemgrot
De Qesemgrot is een Israëlische archeologische opgravingsplek, die zich circa 12 kilometer van Tel Aviv bevindt. Deze werd gedurende wegwerkzaamheden in oktober 2000 ontdekt.Israëlische onderzoekers vonden onder andere menselijke overblijfselen, die een nieuw licht kunnen werpen op de ontstaansgeschiedenis van de moderne mens. Deze grot werd gedurende het tijdvak van 400.000 BP tot circa 200.000 BP bewoond door mensen die naar de vorm van hun tanden door de onderzoekers als vroege moderne mensen beoordeeld werden.

## Betekenis van de vondsten
De Spaanse en Israëlische onderzoekers van het opgravingsteam hebben acht tanden gevonden en konden op grond van de aardlagen hun ouderdom bepalen: ze moeten tussen de 200.000 tot 400.000 jaren oud zijn. Volgens röntgen- en computertomografiestudies vertonen deze tanden sterke overeenkomsten met die van de moderne mens. Vergelijkbare vondsten van beduidend jongere datum heeft men op andere plekken in Israël aangetroffen: de Qafzehgrot en de Skhulgrot.
De oudste plekken waar menselijke resten zijn aangetroffen zijn in Ethiopië, met name Herto Bouri (geschatte ouderdom ca. 157.000 jaar) en Omo Kibish (ca. 195.000 jaar oud). 300.000 jaar oude vondsten uit Djebel Irhoud in Marokko, gepubliceerd in 2017, tonen echter aan dat het ontstaan van de vroege moderne mens over een veel groter gebied plaatsvond.
Als de Qesem-vondsten inderdaad van anatomisch moderne mensen zouden stammen, vermoeden de wetenschappers dat de geboorteplaats van de moderne mens niet Afrika maar Zuidwest-Azië zou kunnen zijn.
Niet alle wetenschappers delen deze opvatting. De Qesem-tanden hebben kenmerken die overeenkomstig zijn met die van een neanderthaler.. Ze kunnen dan ook afkomstig zijn van een ondersoort van Homo neanderthalensis, waarvan aangetoond is dat deze gedurende die tijd in deze streek heeft geleefd.
Na 2021 werd een verband gelegd met de in dat jaar gevonden Nesher Ramla-mens. Deze zouden deel uitmakend van een groep vroege mensen die tussen 420.000 en 120.000 jaar geleden in West-Azië leefde.

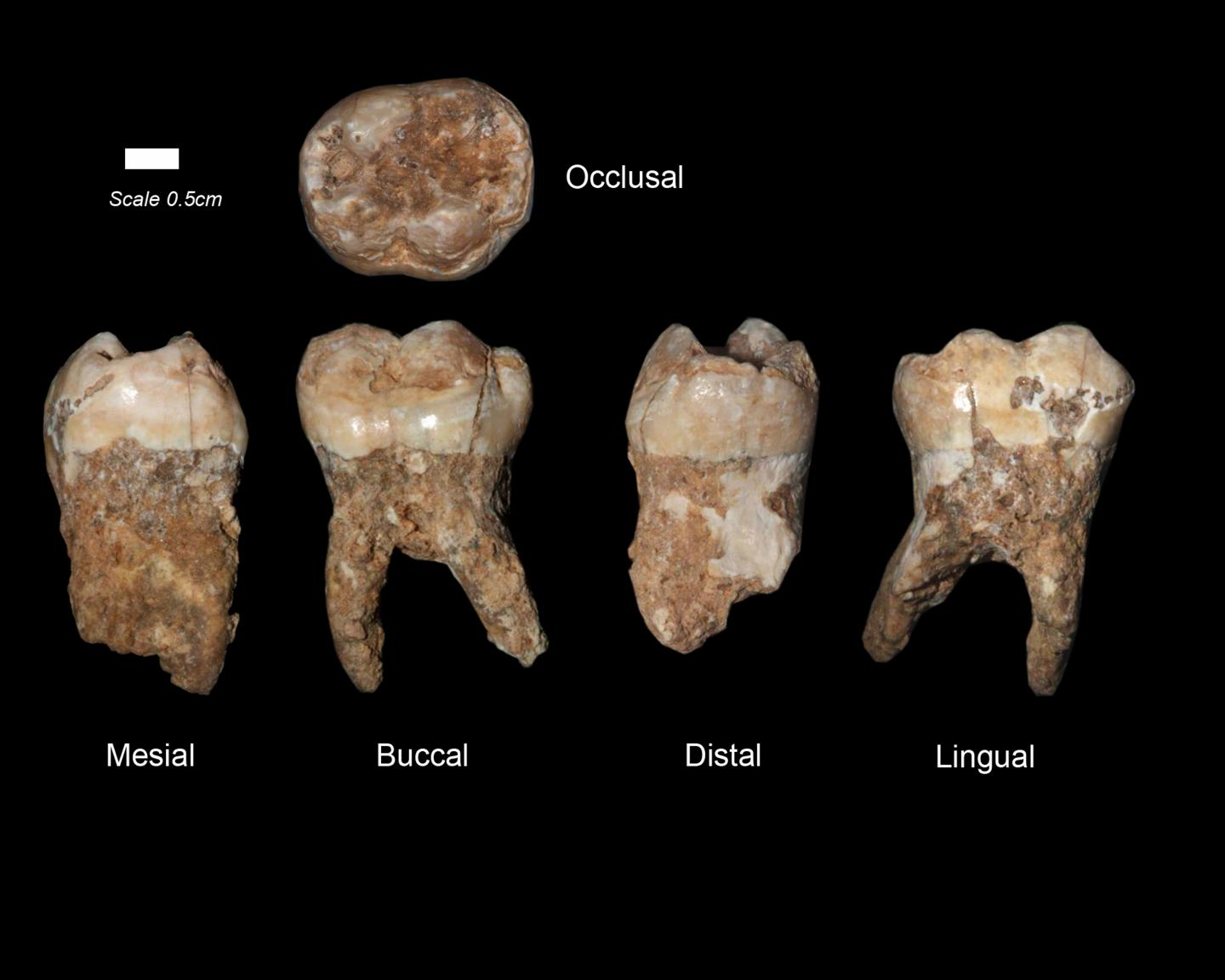
fossiele tanden